# Earl Weaver Baseball
Earl Weaver Baseball est un jeu de baseball sur ordinateur, conçue par Don Daglow et Eddie Dombrower, édité en 1987 par Electronic Arts,,,.